# That One Night: Live in Buenos Aires
That One Night: Live in Buenos Aires är ett livealbum av bandet Megadeth, utgivet 2007 i CD- och dDVD-format. Det spelades in under en konsert i Buenos Aires den 9 oktober 2005.

## Låtlista

### CD
Skiva 1
1. "Jet Intro" - 0:36
2. "Blackmail the Universe" - 4:48
3. "Set the World Afire" - 4:47
4. "Skin O' My Teeth" - 3:22
5. "Wake Up Dead" - 3:46
6. "In My Darkest Hour" - 6:17
7. "Die Dead Enough" - 3:55
8. "She Wolf" - 3:28
9. "Reckoning Day" - 5:02
10. "A Toute Le Monde" - 4:24
11. "Angry Again" - 3:36

Skiva 2
1. "Hangar 18" - 5:07
2. "Return to Hangar" - 3:51
3. "I'll Be There" - 6:09
4. "Tornado of Souls" - 5:36
5. "Trust" - 7:21
6. "Something That I'm Not" - 4:42
7. "Kick the Chair" - 4:11
8. "Coming Home to Argentina" - 2:59
9. "Symphony of Destruction" - 4:15
10. "Peace Sells" - 4:54
11. "Holy Wars" - 9:58

### DVD
1. "Blackmail the Universe" - 4:48
2. "Set the World Afire" - 4:47
3. "Wake Up Dead" - 3:46
4. "In My Darkest Hour" - 6:17
5. "She Wolf" - 3:28
6. "Reckoning Day" - 5:02
7. "A Tout Le Monde" - 4:24
8. "Hangar 18 & Return of Hangar" - 9:01
9. "I'll Be There" - 6:09
10. "Tornado of Souls" - 5:36
11. "Trust" - 7:21
12. "Something I'm Not" - 4:42
13. "Kick the Chair" - 4:11
14. "Coming Home" - 2:59
15. "Symphony of Destruction" - 4:15
16. "Peace Sells" - 4:54
17. "Holy Wars" - 9:58
18. "Symphony of Destruction (Alternative Version)" - 4:13